# Rod Daniel
Pour les articles homonymes, voir Daniel.
Rod Daniel est un réalisateur américain, né le 4 août 1942 à Nashville (Tennessee) et mort le 16 avril 2016 à Chicago (Illinois).

## Filmographie
- 1985 : Teen Wolf (Teen Wolf)
- 1987 : Mon père c'est moi (Like Father Like Son)
- 1989 : Chien de flic (K-9)
- 1991 : Le Proprio (The Super)
- 1993 : Beethoven 2 (Beethoven's 2nd)
- 1999 : Savant en herbe (Genius)
- 2000 : Alley Cats Strike (en) (Alley Cats Strike)
- 2000 : Comment épouser une milliardaire : Un conte de Noël (How to Marry a Billionaire: A Christmas Tale) (TV)
- 2002 : Maman, je suis seul contre tous (Home Alone 4)